# Kirby (Texas)
Kirby è un centro abitato degli Stati Uniti d'America, situato nella contea di Bexar dello Stato del Texas.
Fondata come comunità agricola da immigrati tedeschi agli inizi del 1900, è un'enclave di San Antonio e fa parte della area metropolitana di San Antonio. 
Nata come insediamento agricolo lungo la ferrovia Southern Pacific, la città fu trasformata in una comunità suburbana al momento della sua costituzione nel 1955. La popolazione di 8.000 persone (2010) si compone di diverse etnie ed estrazioni sociali, tra cui tedeschi, ispanici e migranti hobo.